# Vickers Vildebeest
Vickers Vildebeest byl britský dvouplošný lehký a torpédový bombardér vyvinutý společností Vickers Limited. Poprvé vzlétl roku 1928. Ve službě byl během 30. let a okrajově ještě v době druhé světové války. Tehdy však již byl zcela zastaralý. Jeho zahraničními uživateli byl Nový Zéland a Španělsko. Na jeho základě dále vznikl letoun pro spolupráci s armádou Vickers Vincent.

## Vývoj

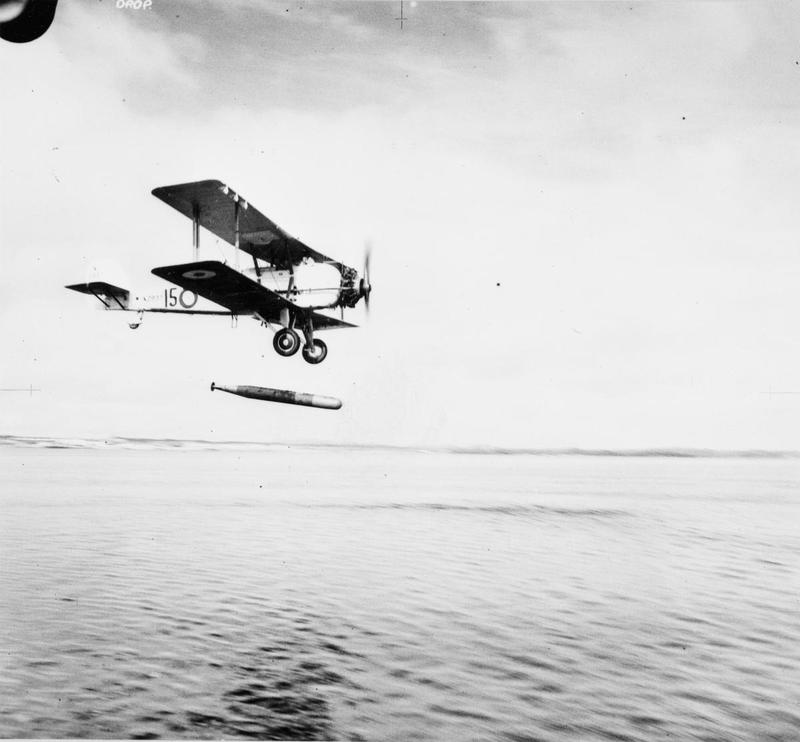
Vickers Vildebeest odhazuje torpédo

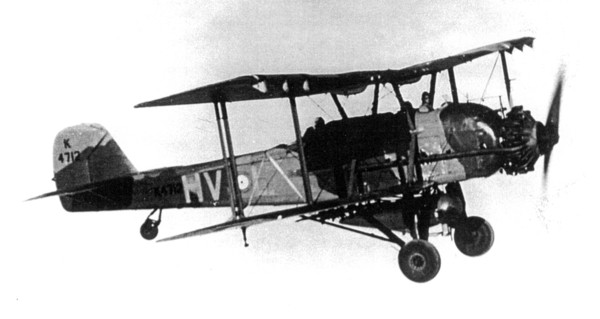
Vickers Vincent za letu

Společnost Vickers letoun vyvinula na základě specifikací 25/25. Ty požadovaly letoun pro pobřežní operace, schopný operovat za dne jako lehký a torpédový bombardér. První prototyp (N230, později G-ABGE) nesl označení Vickers Type 132 a poháněl jej hvězdicový motor Bristol Jupiter VIII o výkonu 460 hp. Poprvé vzlétl v dubnu 1928 a v září 1928 byl odeslán ke zkouškám do zařízení Aeroplane and Armament Experimental Establishment (A&AEE), které doporučilo jeho výrobu. Kvůli problémům s vibracemi a přehříváním pohonné jednotky se výrobce rozhodl postavit druhý prototyp s hvězdicovým motorem Armstrong Siddeley Panther IIA. Ani s ním nebyl Vickers zcela spokojen, takže byly zkoušeny i jiné motory. První prototyp dostal motor Bristol Jupiter XF a později motor Bristol Jupiter XFBM o výkonu 600 hp, u nějž se podařilo potíže odstranit.
V roce 1930 byl prototyp vybaven vodou chlazeným řadovým motorem Hispano Suiza 12Lbr o výkonu 600 hp. Jeho tovární označení bylo Vickers Type 216 a nesl trupové číslo O-3. Španělsko objednalo 25 letounů této verze (trupová čísla T1 až T25), které byly vyrobeny v továrně CASA. Licenční letouny byly označeny Vickers Type 245. Španělsko roku 1932 zakoupilo i prototyp Type 216 (trupové číslo EC-WII) a jeden další letoun.
Roku 1931 britské královské letectvo objednalo první devítikusovou sérii Vickers Vildebeest Mk.I, po které následovala ještě druhá třináctikusová série. Jejich pohonnou jednotkou byl hvězdicový motor Bristol Pegasus IM3 o výkonu 635 hp. Následně výroba přešla na model Vildebeest Mk.II, vyrobených v počtu třicet kusů. Jeden letoun Mk.II byl roku 1933 upraven na verzi Vickers Type 252. Jeho motor byl ukryt v aerodynamickém prstenci.
Nejrozšířenější verze Vickers Vildebeest Mk.III měla zvětšený kokpit a osádku rozšířenou ze dvou na tři členy. Celkem bylo postaveno 162 strojů verze Mk.III, z toho dvanáct pro Nový Zéland. Později Nový Zéland získal ještě 28 letounů Mk.III z britských přebytků. Vrcholnou verzí letounu byl model Vickers Vildebeest Mk.IV s motorem Bristol Perseus o výkonu 825 hp, který byl v aerodynamickém krytu a roztáčel stavitelnou vrtuli. Vzniklo jich celkem osmnáct kusů. Výroba letounu skončila roku 1937.
Za druhé světové války se letouny Vildebeest ze Singapuru zapojily do obrany proti japonské invazi. V únoru 1942 deset přeživších letounů uniklo na Jávu, odkud podnikly torpédový útok na japonský konvoj. Poslední dva letouny 6. března 1942 havarovaly na Sumatře. Zastaralý letoun v boji utrpěl těžké ztráty.

### Vickers Vincent
Jeden letoun Vildebeest Mk.I (S1714) byl upraven na prototyp letounu pro spolupráci s armádou Vickers Vincent (Vickers Type 266). Vývoj typu 266 vedl šéfkonstruktér Rex Pierson na základě specifikací G.4/31. Poprvé vzlétl 24. listopadu 1932. Letoun měl sloužit v britských koloniích, takže byl prototyp testován například v Egyptě a Britské východní Africe. Mezi úpravy patřila instalace sklopného háku pro zachytávání zpráv od pozemních jednotek. Pilot ovládal pevný kulomet Vickers Mk.II, střelec kulomet Lewis a letoun byl dále vybaven závěsníky. Vickers Vincent byl ve službě od roku 1935. Celkem bylo vyrobeno 197 sériových letounů. Na počátku války byla Vincenty vyzbrojena 8. peruť v Adenu, 244. peruť v Iráku a 47. peruť v Súdánu. Celkem 22 strojů Vincent z britských přebytků převzalo Novozélandské královské letectvo a čtyři zakoupil Irák.

## Verze

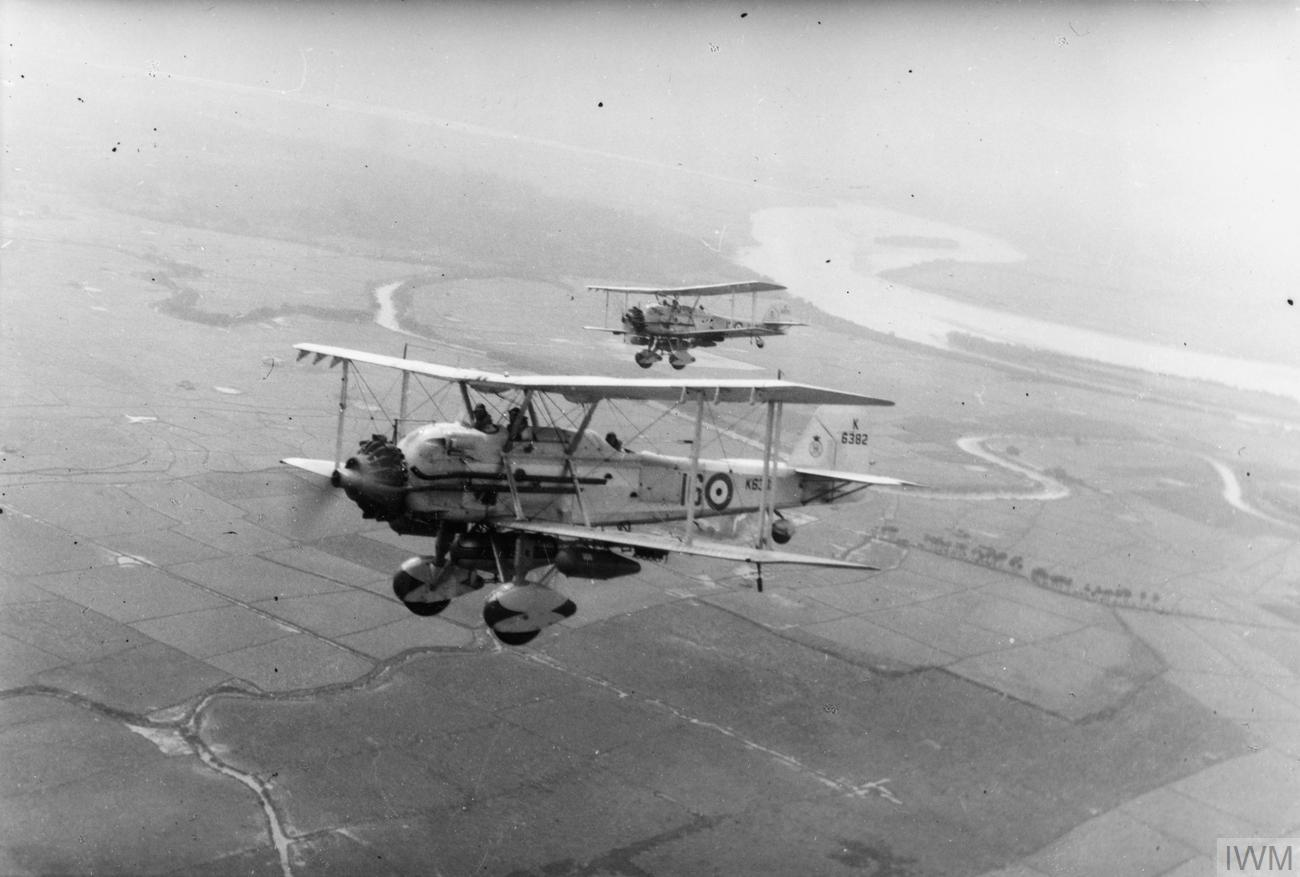
Vickers Vildebeest Mk.III

- Vickers Vildebeest Mark I - vyrobeno 22 kusů
- Vickers Vildebeest Mark II - vyrobeno 30 kusů
- Vickers Vildebeest Mark III - vyrobeno 162 kusů
- Vickers Vildebeest Mark IV - vyrobeno 18 kusů
- Vickers Vincent – vyrobeno 197 kusů.

## Dochovaný letoun

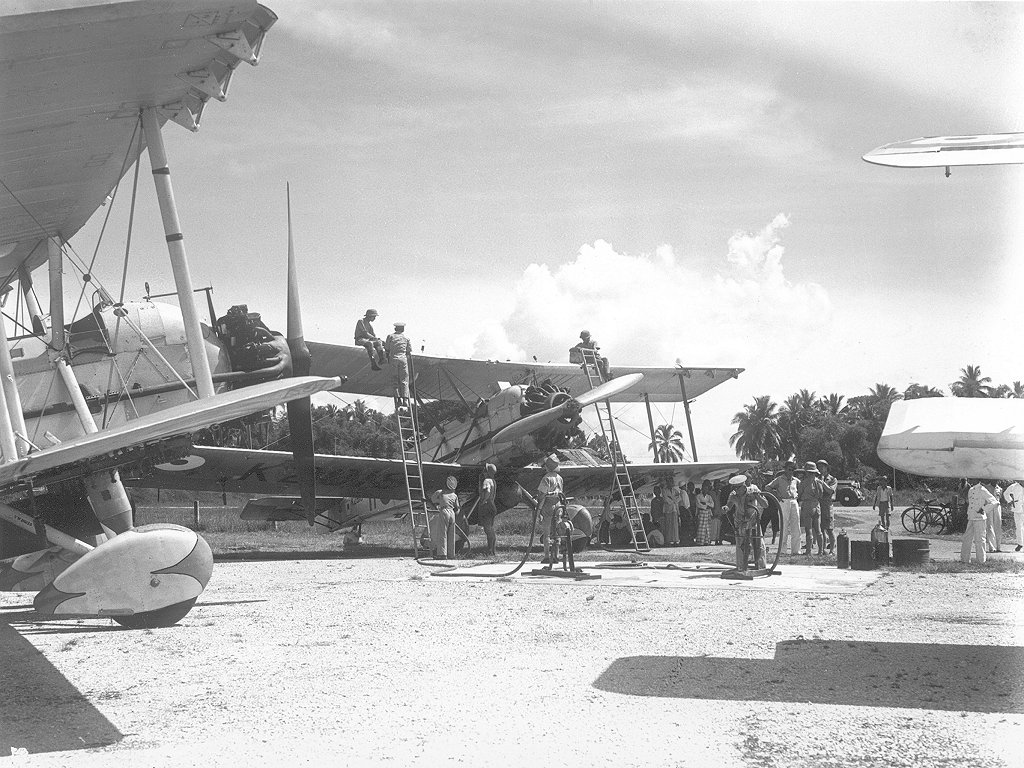
Letouny Vickers Vildebeest Mk.II od 100. perutě RAF během doplňování paliva v Kuala Lumpuru

- Novozélandské letecké muzeum roku 1986 získalo vrak letounu Vildebeest Mk.III (NZ102) a některé komponenty dalších Vildebeestů a Vincentů. V muzeu probíhá jeho postupná renovace.[3]
- Letoun Vickers Vincent (K6357) vlastní novozélandský sběratel Don Subritzky.[4]

## Specifikace

### Technické údaje
- Osádka: 3
- Rozpětí: 14,94 m
- Délka: 11,18 m
- Výška: 5,41 m
- Nosná plocha: 67,63 m²
- Pohonná jednotka: 1 × hvězdicový motor Bristol Pegasus IIM3 o výkonu 492 kW
- Hmotnost prázdného letounu: 1918 kg
- Maximální vzletová hmotnost: 3674 kg

### Výkony
- Maximální rychlost: 229 km/h
- Dostup: 5180 m
- Dolet: 1006 km, s přídavnou nádrží 2012 km

### Výzbroj
- 1 × synchronizovaný kulomet Vickers ráže 7,7 mm, umístěný v přídi
- 1 × kulomet Lewis v zadním střelišti
- pumy do hmotnosti 454 kg